# Eri Ishikawa
Eri Ishikawa (の石川エリ, Ishikawa Eri) est une chanteuse japonaise qualifiée de tarento dans son pays. Elle est également mannequin de charme et actrice de films pornographiques connue sous les noms de An Nanairo (七色あん) et Hana Nonoka (乃々果花).

## Carrière
Ishikawa est née le 8 août 1988 à Tokyo, Japon. Elle est membre du groupe Furūtsuponchi (フルーツポンチ) avec lequel elle interprète plusieurs singles de J-pop entre 2002 et 2007. Ishikawa commence sa carrière cinématographique en interprétant une "Oha Girl" de l'émission télévisée Oha Suta destinée aux enfants sur TV Tokyo, . Elle pose ensuite pour quelques albums-photos et vidéos constituées d'une suite de photos fixes. Elle marque une pause de trois ans avant de débuter dans la pornographie, en 2010, aux studios Muteki sous le nom de An Nanairo,.